# Club Deportivo Filanbanco
Le Club Deportivo Filanbanco est un club équatorien de football aujourd'hui disparu. Il prend part au championnat national de première division de 1984 jusqu'à sa disparition, sept ans plus tard.

## Historique
Fondé le 29 janvier 1979 par la Filanbanco, l'une des plus importantes banques d'Équateur, le Club Deportivo fait ses débuts en Serie A, la première division, lors de la 1984, après avoir obtenu le titre de champion de troisième division. Les débuts sont flamboyants, avec une deuxième place de poule en première phase, nuancée par une dernière place en poule de seconde phase. La relégation est évitée grâce à un parcours parfait en barrage. La saison suivante est meilleure avec une 3e place en Liguilla, à un point de la qualification pour la Copa Libertadores. L'édition 1987 est de loin la plus aboutie puisque le CD Filanbanco l'achève en tant que dauphin du Barcelona Sporting Club, ce qui lui offre un billet pour la Copa Libertadores 1988. Les trois années suivantes ne voient pas de confirmation de ces bons résultats puisque le club se classe en milieu de tableau. 
La saison 1990 est la dernière saison professionnelle de la formation orange. En novembre, sa licence en Serie A est cédée à la formation de deuxième division du Valdez Sporting Club, qui obtient du même coup son accession parmi l'élite. Le CD Filanbanco disparaît officiellement le 21 janvier 1991.
Parmi les joueurs les plus renommés qui ont porté les couleurs du club, on peut citer les internationaux équatoriens Carlos Muñoz Martínez, Luis Enrique Capurro, Hamilton Cuvi (qui obtient le titre de co-meilleur buteur du championnat en 1987), Alex Cevallos, Jacinto Espinoza et Wilson Macías. 

## Palmarès
- Championnat d'Équateur de football :
  - Vice-champion en 1987

- Championnat d'Équateur de football D3 :
  - Vainqueur en 1983